# IX Recenseamento Geral da População de Portugal
O IX Recenseamento Geral da População Portuguesa foi realizado em 15 de Dezembro de 1950. Segundo este Censo, Portugal tinha 8 510 240 habitantes.